# 李辰翔
李辰翔（1月11日生），國立台北藝術大學劇場藝術研究所畢業，師事馬汀尼老師，在校期間參與演出許多廣告拍攝及舞台劇演出，精通客語、臺語，近年又參與多部電視劇、電影的演出，因此有著許多不同語言和類型的作品呈現。於 2013年以《死了一個國中生之後》入圍金鐘獎戲劇類最佳男配角。

## 作品

### 電影
- 2008年，《一八九五》
- 2011年，《雞排英雄》
- 2013年，《大稻埕》
- 2017年，《西城童話》
- 2018年，《幸福城市》何蔚庭 導演

### 戲劇
| 頻道              | 作品                       | 備註                             |
| ----------------- | -------------------------- | -------------------------------- |
| 民視              | 《外鄉女》                 | 主角群                           |
| 中視              | 《勇敢說出我愛你》         |                                  |
| 三立台灣台        | 《含笑食堂》               | 客串                             |
| 三立台灣台        | 《紫色大稻埕》             | 主角 郭雪湖（郭金火）            |
| 三立都會台        | 《大紅帽與小野狼》         |                                  |
| 三立都會台        | 《愛情魔髮師》             | 客串                             |
| 大愛電視台        | 《掌中人生》               | 主角                             |
| 大愛電視台        | 《愛.逆轉》                | 主角                             |
| 大愛電視台        | 《微笑面對》               | 主角                             |
| 大愛電視台        | 《情義月光》               | 客串                             |
| 大愛電視台        | 《背影》                   | 客串                             |
| 大愛電視台        | 《真情伴星月》             | 客串                             |
| 大愛電視台        | 《幸福在我家》             |                                  |
| 大愛電視台        | 《我家的方程式》           | 褔德                             |
| 大愛電視台        | 《與愛同行》               | 細漢仔                           |
| 大愛電視台        | 《觀音對我笑》             | 主角，謝來福                     |
| 大愛電視台        | 《早點回家》               | 奧客                             |
| 客家電視台        | 《在河左岸》               |                                  |
| 客家電視台        | 《死了一個國中生之後》     | 入圍第48屆金鐘獎戲劇節目男配角獎 |
| 客家電視台        | 《陂塘》                   |                                  |
| 客家電視台        | 《大將徐傍興》             |                                  |
| 客家電視台        | 《彩色寧靜海》             |                                  |
| 客家電視台        | 《神仙谷事件》             |                                  |
| 客家電視台        | 《老伴》                   |                                  |
| 客家電視台        | 《守護寶地》               |                                  |
| 客家電視台        | 《作客他鄉》               |                                  |
| 公視              | 《我在墾丁*天氣晴》        |                                  |
| 公視              | 《寒夜續曲-荒村孤燈》      |                                  |
| 公視              | 《茶金》                   |                                  |
| 公視              | 《孽子》                   |                                  |
| 公視              | 《生命之歌》               |                                  |
| 公視              | 《林投記》                 | 陳彥豪                           |
| 公視              | 《國際橋牌社2》            |                                  |
| 華視              | 《忘川》                   |                                  |
| 華視              | 《粉愛粉愛你》             |                                  |
| 華視              | 《滾石愛情故事》最浪漫的事 |                                  |
| 華視              | 《俗女養成記2》            | 客串                             |
| 華視              | 《給愛麗絲的奇蹟》         | 尋夢歌姬歌唱比賽主持人           |
| 衛視中文台        | 《天使情人》               |                                  |
| 衛視中文台        | 《第八號當鋪》             |                                  |
| 衛視中文台        | 《極速傳說2-愛戀2000米》   |                                  |
| CATCHPLAY+        | 《正負之間》               | 鄭瑋傑                           |
| 八大戲劇台        | 《親愛的亞當》             | 廖有志                           |
| Disney+、bilibili | 《正義的算法》             | 少年周永澤                       |
| 公視、八大戲劇台  | 《最佳利益2－決戰利益》    | 張力衡                           |
| 華視、公視台語台  | 《無罪推定》               | 柯興隆                           |
| Netflix           | 《影后》                   |                                  |

#### 入圍
- 2013年以《死了一個國中生之後》入圍金鐘獎戲劇類最佳男配角

### 舞台劇
- 表演工作坊：《寶島一村》、《如夢之夢》2005、2022、《這一夜，誰來說相聲》《外公的咖啡時光》、《遇見自己》、《江/雲·之/間》
- 莎士比亞的妹妹們的劇團：《離開與重返》《麥可傑克森》、《迷離劫》、《Zodiac》
- 阮劇團：《皇都電姬》《十殿》《金水飼某》
- 明華園：《步月火燒》
- 屏風表演班：《三人行不行》
- 國立台北藝術大學：《寶蓮精神.nia.tw》、《真?理》、《威尼斯商人》
- 果陀劇場：《莫札特謀殺案》、《複製新娘》、《城市之光》、《吻我吧!娜娜》、《看見太陽》
- 華文藝術節： 台灣作品《X小姐》
- 超級圓頂張惠妹：《愛上卡門》
- 曇戲弄劇團：《歌未央》
- 皇冠台灣文學劇場：《離城記》
- 河左岸劇團：《河左岸的契柯夫》
- 阮劇團：《十殿：奈何橋》、《十殿：輪迴道》、《皇都電姬》

### 表演專業課程
- 三立數位敘事工場藝人表演課
- 遊戲現場藝人開發訓練
- 藝人張鈞甯表演老師
- 華義國際選手開發課程
- 大小點整合行銷藝人表演教學

### 廣告
- 《高露潔牙膏去敏專家》
- 《台灣彩券—找茶篇》
- 《梁詠琪洗臉》
- 《舒潔拉拉》
- 《小林眼鏡新宿篇》
- 《36法郎咖啡》
- 《普拿疼菜鳥篇》
- 《大宇魔力寶貝》
- 《味全超低油煙健康油》
- 《樂透彩券魚子醬篇》
- 《台灣鮮茶》平面廣告
- 《真愛密碼浪漫餐廳篇》
- 《大成國民雞精》
- 《克補上班族篇》
- 《泛亞電信二度蜜月篇》
- 《肯德基雙椒辣子雞》
- 《NISSAN汽車溫泉篇》
- 《汽機車退出騎樓》
- 《蘋果日報85元篇》
- 《勞工局勞退新制篇》
- 《台北市政府藝文台北》
- 《香港合肝保健食品》

### 主持
- 總統府前寶貝媽咪全家HAPPY兒童遊藝會
- MTV台七夕花火情人夜晚會
- 2006 台南糖果節舞台
- 2003 神采飛羊桃園燈會晚會
- 2011旅遊食品展
- 飛利浦 2002 2003⾳音響影視大展
- 遠傳電信 IF夏⽇日舞動街頭
- 中華電信 emome發表記者會
- 7-11 i-bon記者會
- 遠傳電信 ”村村有寬頻”記者會演
- EPSON2003年度大會
- 2008總統大選台北高雄造勢晚會
- 荷蘭銀行 Shop&Dine 白金卡記者會
- 台新銀行 Story 現金卡記者會
- 法國TEFEL特福鍋
- 保利淨假牙清潔錠

## 外部連結
- 李辰翔的Facebook專頁
- 李辰翔Taipei的新浪微博